# Olympische Winterspiele 2014/Teilnehmer (Slowenien)
| Gelbes Symbol für Goldmedaillen mit stilisierten Olympischen Ringen | Graues Symbol für Silbermedaillen mit stilisierten Olympischen Ringen | Braundes Symbol für Bronzemedaillen mit stilisierten Olympischen Ringen |
| ------------------------------------------------------------------- | --------------------------------------------------------------------- | ----------------------------------------------------------------------- |
| 2                                                                   | 2                                                                     | 4                                                                       |

Slowenien nahm an den Olympischen Winterspielen 2014 in Sotschi mit 66 Athleten in acht Sportarten teil. Fahnenträger der slowenischen Delegation bei der Eröffnungszeremonie war Tomaž Razingar.

## Sportarten

### Biathlon
| Frauen - Teja Gregorin - 10 km Verfolgung: Bronze | Männer - Klemen Bauer - 10 km Sprint: 26. Platz - Peter Dokl - 10 km Sprint: 72. Platz - Jakov Fak - 10 km Sprint: 10. Platz - Simon Kočevar - Janez Marič - 10 km Sprint: 51. Platz |

### Freestyle-Skiing
| Männer - Filip Flisar (Skicross) |

### Eishockey
Männer
| Torhüter: - Andrej Hočevar - Robert Kristan - Luka Gračnar Verteidiger: - Blaž Gregorc - Žiga Pavlin - Matic Podlipnik - Aleš Kranjc - Mitja Robar - Sabahudin Kovačevič - Andrej Tavželj - Klemen Pretnar | Stürmer: - Žiga Jeglič - Tomaž Razingar - Anže Kopitar - David Rodman - Aleš Mušič - Žiga Pance - Marcel Rodman - Rok Tičar - Jan Urbas - Jan Muršak - Robert Sabolič - Boštjan Goličič - Miha Verlič - Anže Kuralt |

### Nordische Kombination
- Gašper Berlot
Gundersen (Normalschanze HS 106 + 10 km Lauf): 34. Platz
- Marjan Jelenko
Gundersen (Normalschanze HS 106 + 10 km Lauf): 21. Platz
- Mitja Oranič
Gundersen (Normalschanze HS 106 + 10 km Lauf): 37. Platz

### Ski Alpin
| Frauen - Maruša Ferk Abfahrt: 18. Platz Super-Kombination: 10. Platz - Katarina Lavtar - Tina Maze - Super-Kombination: 4. Platz - Abfahrt: Gold - Riesentorlauf: Gold - Ilka Štuhec - Super-Kombination: ausgeschieden - Abfahrt: 10. Platz | Männer - Klemen Kosi - Abfahrt: 24. Platz - Žan Kranjec - Rok Perko - Mitja Valenčič |

### Skilanglauf
Frauen
- Alenka Čebašek
Sprint (Freistil): 17. Platz
- Vesna Fabjan
Sprint (Freistil): 3. Platz
- Barbara Jezeršek
Skiathlon: 19. Platz
- Nika Razinger
Sprint (Freistil): 27. Platz
- Katja Višnar
Sprint (Freistil): 9. Platz

### Skispringen
| Frauen - Katja Požun - Špela Rogelj - Eva Logar - Maja Vtič | Männer - Peter Prevc: Normalschanze: Silber Großschanze: Bronze - Robert Kranjec - Jaka Hvala - Jurij Tepeš - Jernej Damjan |

### Snowboard
| Frauen - Gloria Kotnik (Riesenslalom, Slalom) - Cilka Sadar (Halfpipe, Slopestyle) | Männer - Rok Flander (Slalom) - Žan Košir (Riesenslalom, Slalom) Parallelslalom: Silber Riesentorlauf: Bronze - Rok Marguč (Riesenslalom, Slalom) - Izidor Šušteršič (Riesenslalom) - Jan Kralj (Halfpipe) - Tim-Kevin Ravnjak (Halfpipe) |